# Poderosa Basket
O Poderosa Pallacanestro Montegranaro, também conhecido como XL Extralight Montegranaro por razões de patrocinadores, é um clube de basquetebol baseado em Montegranaro, Itália que atualmente disputa a Série A2.  Manda seus jogos na PalaSavelli com capacidade para 4.000 espectadores.

## Histórico de temporadas
| Temporada | Nível | Liga     | Pos. | J     | PL  | Resultado                          |
| --------- | ----- | -------- | ---- | ----- | --- | ---------------------------------- |
| 2012-13   | 4     | DNB      | 6    | 18-12 | 1-2 | Quartas de finaisgrupo B           |
| 2013-14   | 4     | DNB      | 6    | 15-15 |     | Quartas de finaisgrupo C           |
| 2014-15   | 3     | Serie B  | 3    | 22-4  | 3-3 | SemifinaisGrupo C                  |
| 2015-16   | 3     | Serie B  | 2    | 25-5  | 8-4 | Derrotado nos playoffs de promoção |
| 2016-17   | 3     | Serie B  | 1    | 26-4  | 9-1 | Promovido                          |
| 2017-18   | 2     | Serie A2 | 5    | 18-12 | 4-4 | Quartas de finais                  |
| 2018-19   | 2     | Serie A2 | 3    | 23-7  | 4-5 | Quartas de finais                  |

fonte:eurobasket.com